# Besenwagen

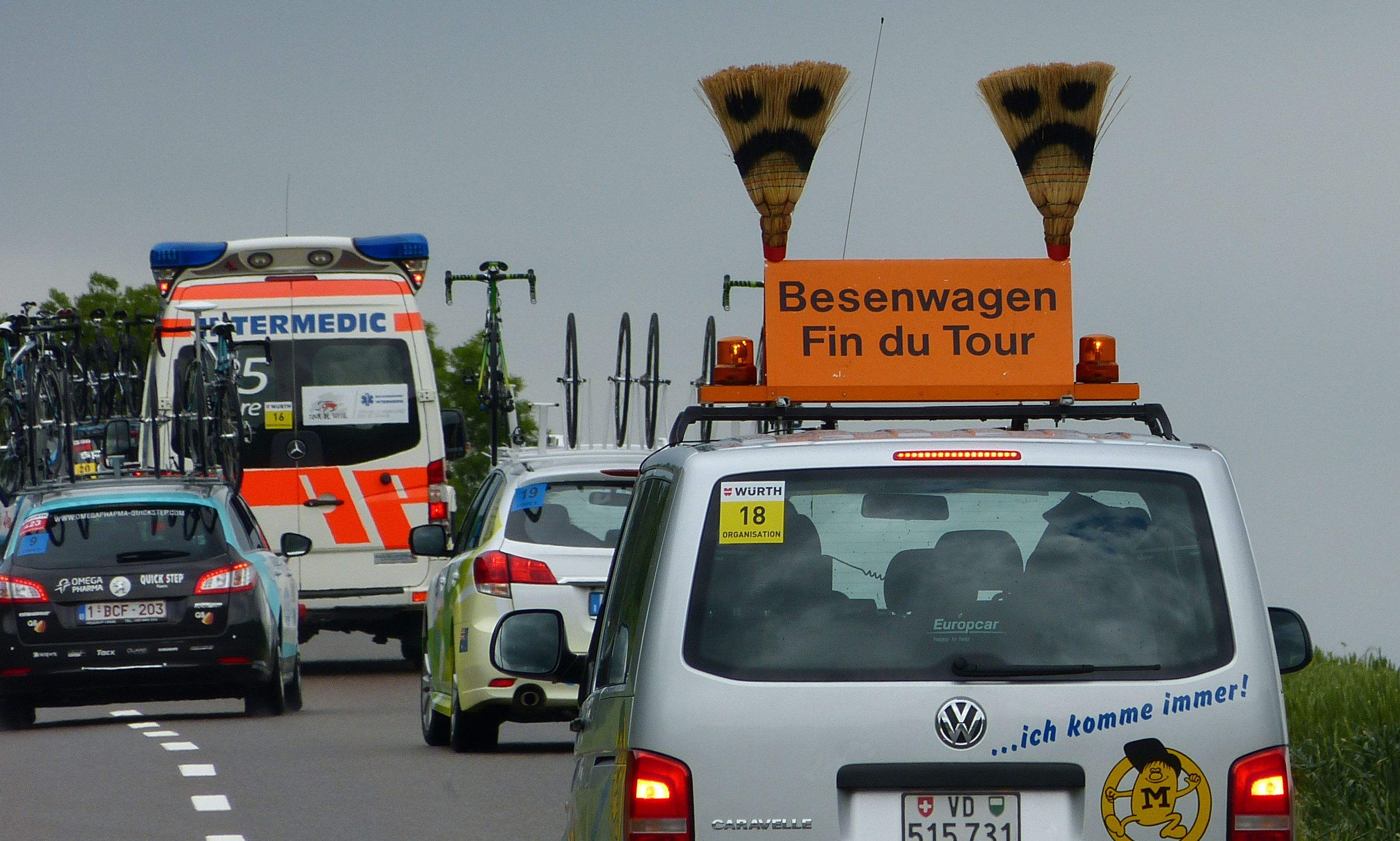
Der Besenwagen bei der Tour de Suisse 2012

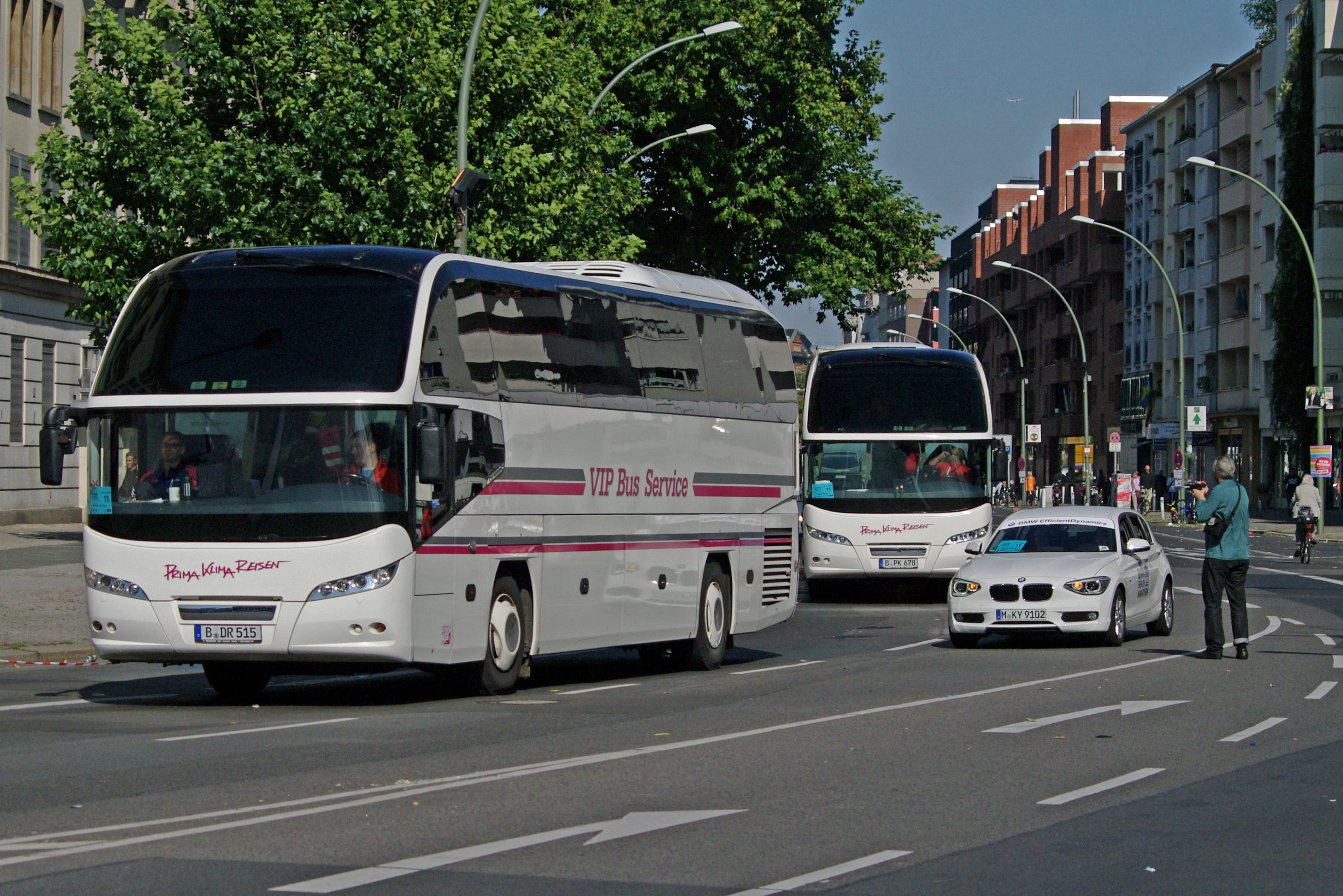
Besenwagen beim Berlin-Marathon

Ein Besenwagen ist ein Fahrzeug, das bei Straßenradrennen hinter dem Fahrerfeld fährt und die Teilnehmer aufnimmt, die das Rennen aufgegeben haben. Teilnehmer, die auf Grund von Erschöpfung, Krankheit oder einer Verletzung in den Besenwagen einsteigen, müssen dabei ihre Startnummer abgeben.
Bei Eintagesrennen fährt der Besenwagen normalerweise als letztes Fahrzeug in der Begleitkarawane, weil die Regel gilt: Wer hinter den Besenwagen zurückfällt, muss sich an die Straßenverkehrsordnung halten.
Geschichtlich geht der erste Beleg eines Besenwagens auf die Tour de France 1910 zurück. Die Besenwagen der Tour de France hatten über die Jahre tatsächlich einen Besen am Fahrzeug montiert und gehörten zur Folklore dieser Sportveranstaltung.
Das Wort Besenwagen ist eine Übertragung vom französischen voiture-balai (von voiture ‚Wagen‘ und balai ‚Besen‘, in der Verbform ‚fegen‘). Der Ausdruck bezeichnet auch einen regionalen Hochzeitsbrauch in Westfrankreich, bei dem am Ende des Hochzeitsumzuges ein Wagen mit Besen fährt.
Die Verwendung eines Besenwagens hat sich auch auf andere Sportveranstaltungen übertragen. Insbesondere beim Marathonlauf fährt ein Besenwagen hinter dem Läuferfeld, da gerade bei Stadtmarathons viele Freizeitsportler mitlaufen, die die Strecke nicht in der vorgegebenen Zeit schaffen und so vom Besenwagen eingeholt werden. Bei Nightskates kann wie in Münster ein deklarierter Besenwagen existieren, der Rucksäcke und Teilnehmer nach Erschöpfung oder Materialdefekt mitnimmt. Beim Cityskating Graz übernimmt ein Krankentransportwagen in Einzelfällen nach Möglichkeit diese Funktion.
Bei manchen Offroad-Motorsportveranstaltungen wie dem Africa Eco Race oder der Rallye Dakar fährt ein Besenwagen die Strecke nachträglich ab und versorgt liegengebliebene Fahrer.